# Aspiciliella
Aspiciliella is een geslacht van korstmossen behorend tot de familie Megasporaceae. De typesoort is Aspiciliella intermutans.

## Soorten
Volgens Index Fungorum bevat het geslacht drie soorten (peildatum november 2021):
| Soortnaam                 | Auteur(s)                            | Publicatiejaar |
| ------------------------- | ------------------------------------ | -------------- |
| Aspiciliella cupreoglauca | (B. de Lesd.) Zakeri, Divakar & Otte | 2017           |
| Aspiciliella intermutans  | (Nyl.) M. Choisy                     | 1932           |
| Aspiciliella portosantana | Sipman & Zakeri                      | 2017           |